# Arnold (månkrater)
För andra betydelser, se Arnold (olika betydelser).
Arnold är en liten nedslagskrater på månen. Den befinner sig nära månens rand på den nord-nordvästliga delen av månens framsida. 
Kratern är uppkallad efter den tyske astronomen Christoph Arnold (1650-1695). Kratern fick sitt officiella namn av  Internationella astronomiska unionen (IAU) år 1935., , 

## Omgivning
Kratern ligger nordöst om Mare Frigoris och norr om kratern Democritus. Nord-nordväst om Arnold ligger kratern Neison, till väster ligger den mindre kratern Moigno och till sydöst ligger kratern Schwabe.

## Satellitkratrar
De kratrar, som kallas satelliter, är små kratrar som ligger i eller nära huvudkratern. Deras bildning är vanligtvis oberoende av detta, men de ges samma namn som huvudkratern med tillägget av en stor bokstav. På månkartor är dessa objekt genom konvention identifierade genom att placera ut bokstaven på den sida av kraterns mittpunkt som är närmast huvudkratern., , 
Arnold har följande satellitkratrar:
| Arnold | Latitud | Longitud | Diameter |
| ------ | ------- | -------- | -------- |
| A      | 68,8° N | 39,8° Ö  | 57 km    |
| E      | 71,6° N | 38,3° Ö  | 32 km    |
| F      | 67,5° N | 35,2° Ö  | 10 km    |
| G      | 67,3° N | 31,4° Ö  | 11 km    |
| H      | 72,6° N | 45,3° Ö  | 13 km    |
| J      | 65,9° N | 33,7° Ö  | 6 km     |
| K      | 70,8° N | 42,8° Ö  | 29 km    |
| L      | 70,2° N | 36,1° Ö  | 33 km    |
| M      | 68,3° N | 43,6° Ö  | 7 km     |
| N      | 70,2° N | 41,9° Ö  | 18 km    |

### Fotnoter
1. 1 2  NASA. ”Moon nomenclature - Crater” (på engelska). på http://lunar.arc.nasa.gov/ The Lunar Prospector Website, NASA Ames Research Center. Arkiverad från originalet den 5 juli 2009. https://web.archive.org/web/20090705213229/http://lunar.arc.nasa.gov/printerready/science/geography_items/carters/craters_a.html. Läst 17 maj 2009.
2. 1 2 3 4  Deskriptiva data om månekratrar på hemsidan från USA:s geologiska institut. (Klicka på det relevanta namnet): USGS och IAU (2009). ”Gazetteer of Planetary Nomenclature - Moon Nomenclature: Crater, craters” (på engelska). från http://planetarynames.wr.usgs.gov/ Astrogeology Research Program, U.S. Geological survey. Arkiverad från originalet den 7 mars 2010. https://web.archive.org/web/20100307113446/http://planetarynames.wr.usgs.gov/jsp/FeatureTypesData2.jsp?systemID=3&bodyID=11&typeID=9&system=Earth&body=Moon&type=Crater,%20craters&sort=AName&show=Fname&show=Lat&show=Long&show=Diam&show=Stat&show=Orig. Läst 17 maj 2009.
3. 1 2  (engelska) Arnold på Wikien The Moon Arkiverad 30 maj 2018 hämtat från the Wayback Machine.
4. 1 2  Program (under GNU-licens) och integrerad databas: ”Atlas Virtuel de la Lune” (på franska). från http://www.astrosurf.com/ Portail de l'Astronomie en France af Patrick Chevalley og Christian Legrand. Arkiverad från originalet den 14 maj 2008. https://web.archive.org/web/20080514072927/http://www.astrosurf.com/avl/FR_index.html. Läst 31 maj 2009.
5. ↑  (tyska) Lista över officiella namn på månkratrar från en tysk astronomihemsida : ”Krater mit individuellem Namen (Kratrar med individuella namn)”. från http://www.astrolink.de/. http://www.astrolink.de/p012/p01204/p01204090000a.htm.
6. ↑  M. A. Blagg, K. Müller, W. H. Wesley, S. A. Saunder, J. H. G. Franz (1935). Named Lunar Formations. London: Percy Lund, Humphries & Co. Ltd. http://adsabs.harvard.edu/abs/1935QB595.B6.......
7. ↑  I allmänhet tilldelade IAU de officiella namnen till kratrarna på månens framsida år 1935, till kratrarna på månens baksida år 1970, och slutligen har vissa mindre kratrar (som tidigare ansågs vara satellitkratrar) fått nya namn från 1973 och framåt. Se :
  - USA:s geologiska undersökning: ”Gazetteer of Planetary Nomenclature - History of Planetary Nomenclature” (på engelska). från http://planetarynames.wr.usgs.gov/ Astrogeology Research Program, U.S. Geological Survey. http://planetarynames.wr.usgs.gov/history.html.
  - Mario Tessier (12 maj 1998). ”La cartographie lunaire: des origines au XXeme siècle (Månens kartografi: Från begynnelsen till det 20:e århundradet)” (på franska). från http://pages.infinit.net/noxoculi/ Nox Oculis. Arkiverad från originalet den 5 december 2008. https://web.archive.org/web/20081205073741/http://pages.infinit.net/noxoculi/lune3.html. Läst 31 maj 2009.
8. ↑  Lpi-måneatlas (klicka på den mittersta bilden).
9. ↑  Fullständig nomenklatur för månkratrarna : Jonathan McDowell (12 maj 2004). ”Lunar Craters” (på engelska). från http://host.planet4589.org/astro/lunar/ Lunar Nomenclature. Arkiverad från originalet den 23 februari 2011. http://archive.wikiwix.com/cache/20110223201438/http://host.planet4589.org/astro/lunar/Craters. Läst 31 maj 2009.
10. ↑  Bussey, B., Spudis, P., (2004) (på engelska). The Clementine Atlas of the Moon. Cambridge University Press. ISBN 0-521-81528-2
11. ↑  U.S. Geological Survey. ”Coded Topography and Shaded Relief Maps of the Moon” (på engelska). från http://planetarynames.wr.usgs.gov/ Astrogeology Research Program. http://planetarynames.wr.usgs.gov/dAtlas.html.
12. ↑  Ben Bussey; Paul Spudis, (2004). The Clementine Atlas of the Moon. New York: Cambridge University Press. sid. 292. ISBN 0-521-81528-2